# Masaru Hirayama
Masaru Hirayama (jap. 平山 大, Hirayama Masaru; * 3. Juni 1972 in der Präfektur Fukui) ist ein ehemaliger japanischer Fußballspieler.

## Karriere
Hirayama erlernte das Fußballspielen in der Universitätsmannschaft der Chūō-Universität. Seinen ersten Vertrag unterschrieb er 1995 bei Nagoya Grampus Eight. Der Verein spielte in der höchsten Liga des Landes, der J1 League. 1995 gewann er mit dem Verein den Kaiserpokal. Für den Verein absolvierte er 16 Erstligaspiele. 1997 wechselte er zum Zweitligisten Kawasaki Frontale. 1998 wurde er mit dem Verein Vizemeister der Japan Football League. Ende 1998 beendete er seine Karriere als Fußballspieler.

## Erfolge
Nagoya Grampus Eight
- J1 League

Vizemeister: 1996
- Kaiserpokal

Sieger: 1995